# Aiphanes horrida
Aiphanes horrida är en enhjärtbladig växtart som först beskrevs av Nikolaus Joseph von Jacquin, och fick sitt nu gällande namn av Karl Ewald Maximilian Burret. Aiphanes horrida ingår i släktet Aiphanes och familjen Arecaceae. Inga underarter finns listade i Catalogue of Life.

## Bildgalleri

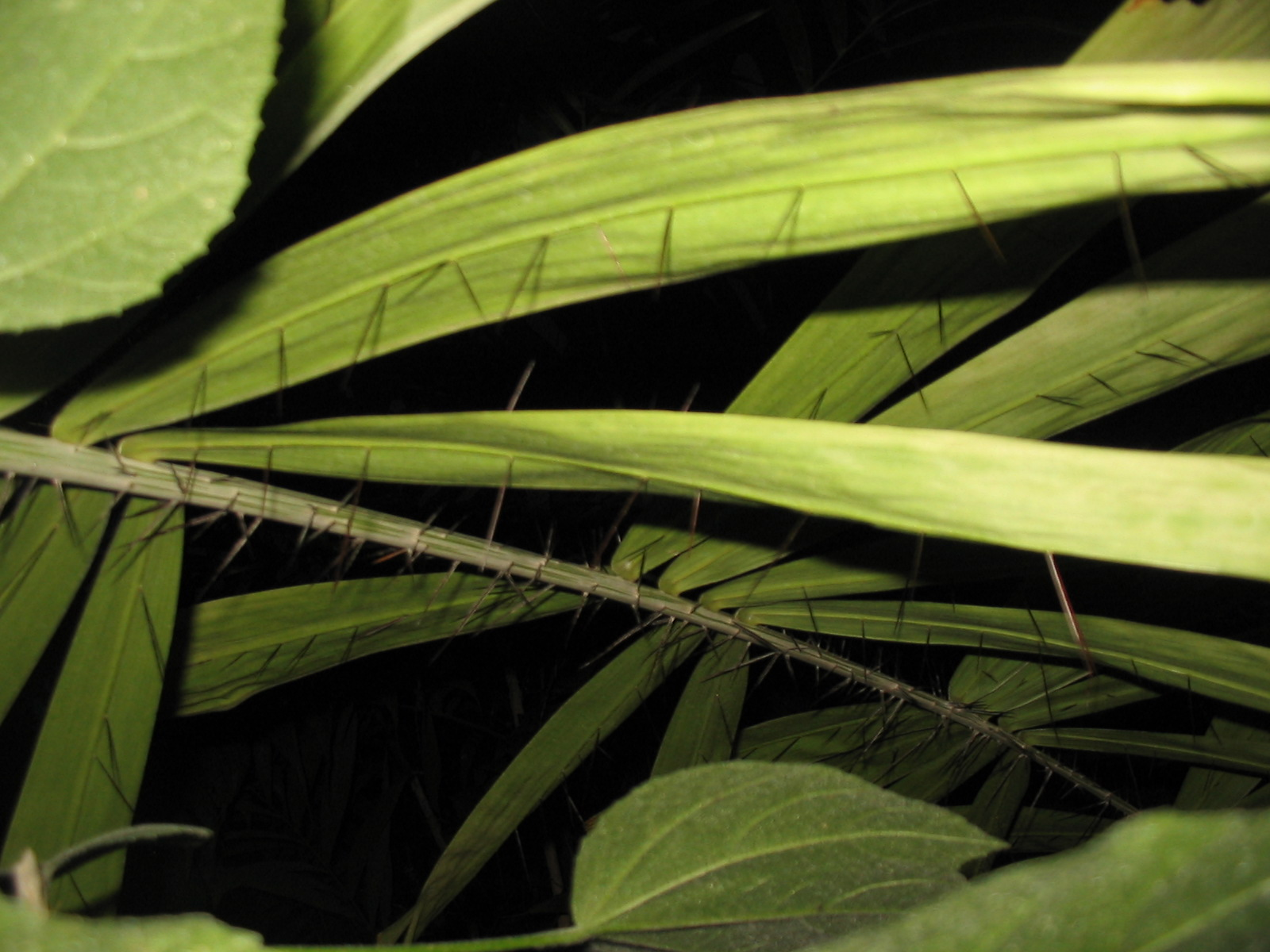
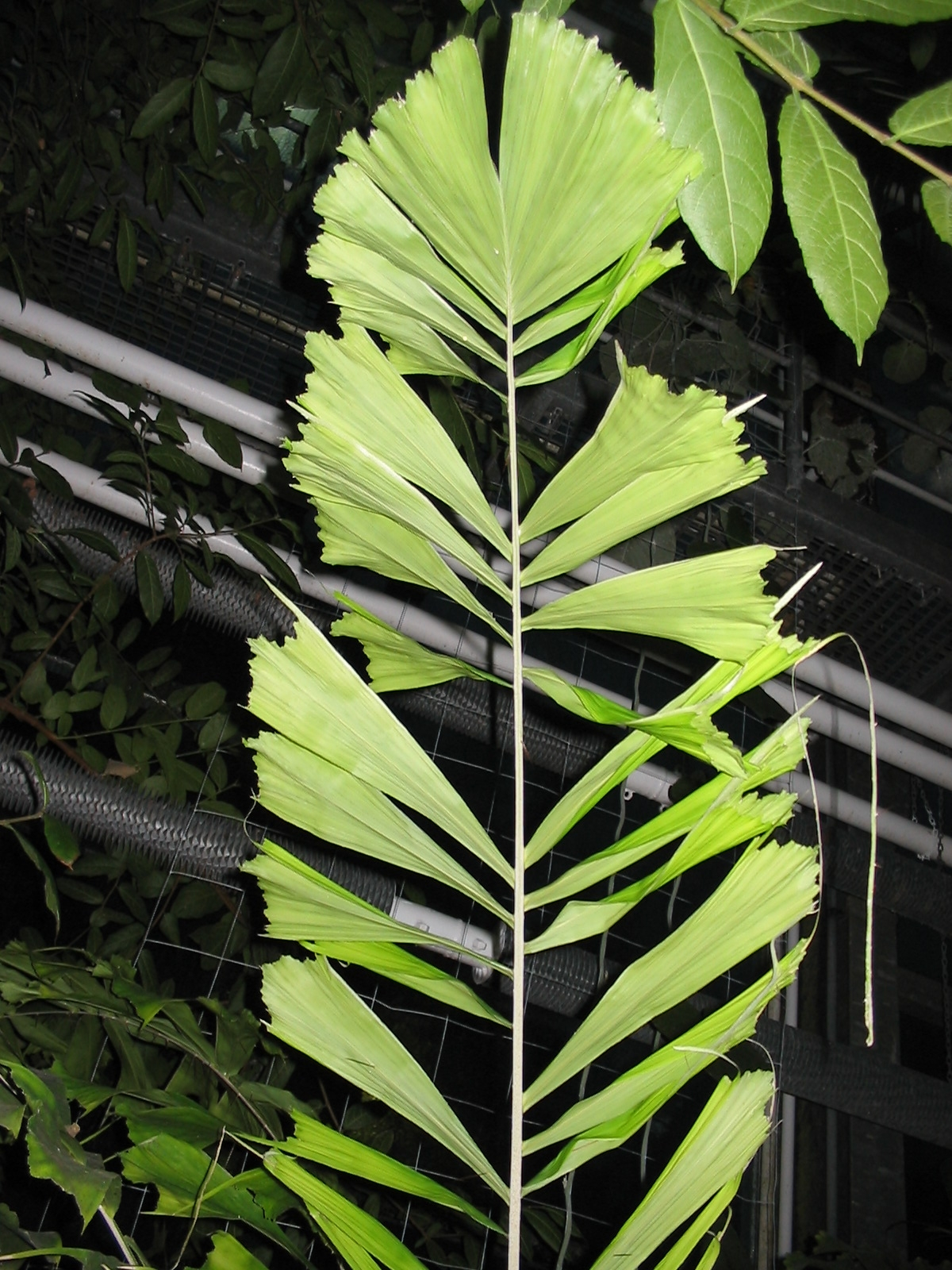
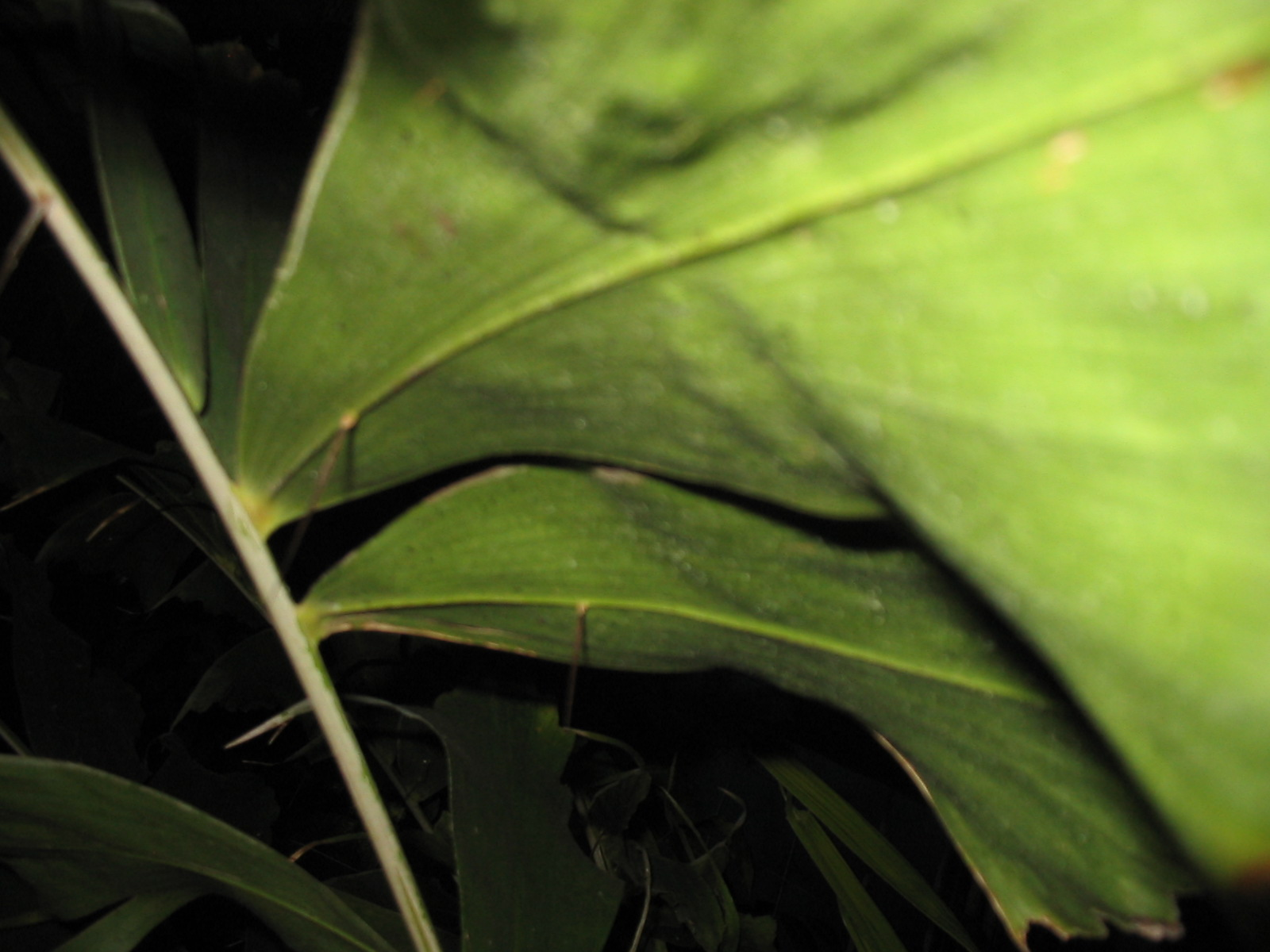
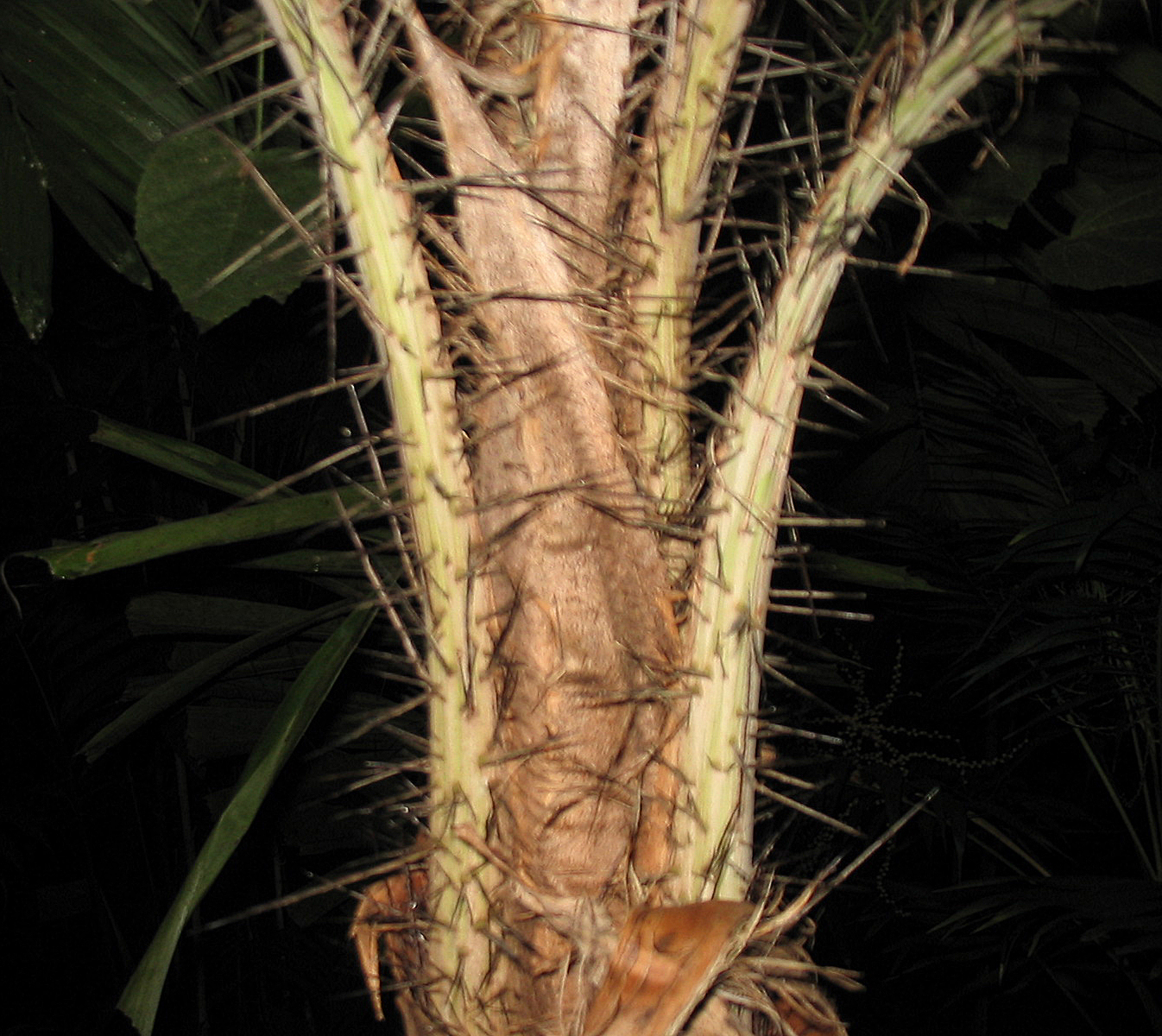
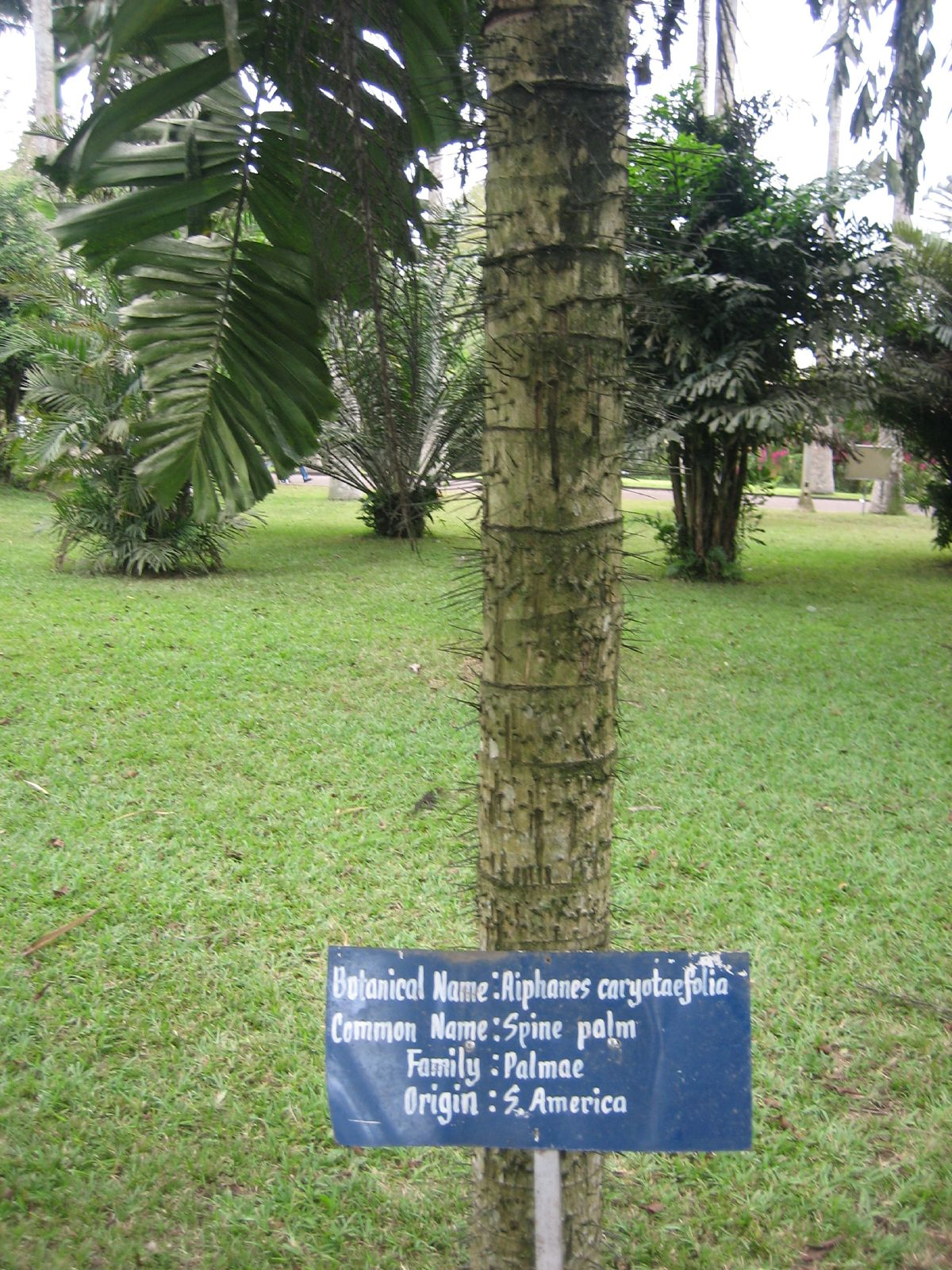